# 绝对伽罗瓦群
在数学中，一个 域 K 的 绝对伽罗瓦群 GK ，是 Ksep 在 K 上的 伽罗瓦群。其中，Ksep 是 K 的 可分闭包。当 K 是 完美域，即 K 的特征为0，或者 K 是一个 有限域 的时候，Ksep=Ka，即 K的 可分闭包 和它的 代数闭包 相等。这时候 GK 是所有 Ka/k 的自同构的群。绝对伽罗瓦群和所有伽罗瓦群一样，是 投射有限群

## 基本例子
- 复数域，或任何代数封闭的域，它的绝对伽罗瓦群是平凡群。
- 实数域的绝对伽罗瓦群是由恒等变换和 复数共轭 变换构成的阶为2的群。假设恒等变换记为 {\displaystyle \imath }，复数共轭变换记为 {\displaystyle \sigma }，那 {\displaystyle \mathbb {R} _{K}=Gal(\mathbb {C} /\mathbb {R} )=\{\imath ,\sigma \}\cong C_{2}}

## 未解决的问题
- 逆伽罗瓦问题。逆伽罗瓦问题尝试刻画 {\displaystyle Gal(\mathbb {Q} ^{a}/\mathbb {Q} )} 的形态。但是直至目前（2010年），这个问题依然没有解决。